# Velika nagrada Sirakuz 1964
Velika nagrada Sirakuz 1964 je bila tretja neprvenstvena dirka Formule 1 v sezoni 1964. Odvijala se je 12. aprila 1964 v Sirakuzah na Siciliji.

## Dirka
| Poz | Dirkač                     | Moštvo                   | Konstruktor     | Čas/Odstop      | Št. m. |
| --- | -------------------------- | ------------------------ | --------------- | --------------- | ------ |
| 1   | John Surtees               | SEFAC Ferrari            | Ferrari         | 1.19:51.8       | 2      |
| 2   | Lorenzo Bandini            | SEFAC Ferrari            | Ferrari         | + 37.3 s        | 1      |
| 3   | Mike Spence Peter Arundell | Team Lotus               | Lotus-Climax    | + 37.4 s        | 13     |
| 4   | Jo Bonnier                 | Rob Walker Racing Team   | Cooper-Climax   | + 1:09.2 s      | 6      |
| 5   | Chris Amon                 | Reg Parnell (Racing)     | Lotus-BRM       | + 1:19.4 s      | 4      |
| 6   | Masten Gregory             | Scuderia Centro Sud      | BRM             | 39 krogov       | 12     |
| 7   | Mike Hailwood              | Reg Parnell (Racing)     | Lotus-BRM       | 39 krogov       | 3      |
| 8   | Ian Raby                   | Ian Raby (Racing)        | Brabham-BRM     | 36 krogov       | 7      |
| 9   | Jackie Epstein             | Epstein-Eyre Racing Team | BRM             | 33 krogov       | 14     |
| Ods | Jean-Claude Rudaz          | Fabre Urbain             | Cooper-Climax   | Vzmetenje       | 10     |
| Ods | Giancarlo Baghetti         | Scuderia Centro Sud      | BRM             | El. sistem      | 15     |
| Ods | Peter Arundell Mike Spence | Team Lotus               | Lotus-Climax    | Trčenje         | 11     |
| Ods | André Pilette              | Equipe Scirocco Belge    | Scirocco-Climax | Menjalnik       | 8      |
| Ods | Peter Revson               | Revson Racing (America)  | Lotus-BRM       | Trčenje         | 9      |
| DNS | Jo Siffert                 | Siffert Racing Team      | Lotus-BRM       | Trčenje         | (5)    |
| DNQ | André Wicky                | André Wicky              | Lotus-BRM       |                 | -      |
| WD  | Carel Godin de Beaufort    | Ecurie Maarsbergen       | Porsche         |                 | -      |
| WD  | Bob Anderson               | DW Racing Enterprises    | Brabham-Climax  | Brez dirkalnika | -      |

- Najboljši štartni položaj: Lorenzo Bandini - 1:50.5
- Najhitrejši krog: Lorenzo Bandini - 1:53.9